# Jeeralabhavi, Basavana Bagevadi
Jeeralabhavi là một làng thuộc tehsil Basavana Bagevadi, huyện Bijapur, bang Karnataka, Ấn Độ.